# Piotr Jo Yong-sam
Piotr Jo Yong-sam (kor.  조용삼 베드로; ur. w Yanggeun, prowincja Gyeonggi w Korei; zm. 27 marca 1801 w Cheongju w ówczesnej prowincji Chungcheong w Korei) – koreański męczennik, błogosławiony Kościoła katolickiego.

## Życiorys
Jo Yong-sam urodził się w Yanggeun w prowincji Gyeonggi. Data jego urodzenia jest nieznana. W młodym wieku stracił matkę, wychowywał go ojciec. 
Z wiarą katolicką zetknął się w Yeoju. Jego nauczycielem został Augustyn Jeong Yak-jong. Koreańskie władze były niechętne chrześcijaństwu i co jakiś czas wznawiały prześladowania katolików. Chociaż Jo Yong-sam był dopiero katechumenem, mimo to trafił do więzienia w związku z wyznawaną wiarą. W więzieniu został ochrzczony i otrzymał imię Piotr. Zmarł 27 marca 1801 w wyniku tortur, którym go poddano w celu zmuszenia go do wyrzeczenia się wiary.
Piotr Jo Yong-sam został beatyfikowany przez papieża Franciszka 16 sierpnia 2014 roku w grupie 124 męczenników koreańskich.
Wspominany jest 31 maja z grupą 124 męczenników koreańskich.